# Annandale (Nova Jersey)
Annandale és una concentració de població designada pel cens dels Estats Units a l'estat de Nova Jersey. Segons el cens del 2000 tenia 1.276 habitants.

## Demografia
Segons el cens del 2000, Annandale tenia 1.276 habitants, 451 habitatges, i 354 famílies. La densitat de població era de 339,8 habitants/km².
Dels 451 habitatges en un 43,2% hi vivien nens de menys de 18 anys, en un 68,7% hi vivien parelles casades, en un 6,7% dones solteres, i en un 21,5% no eren unitats familiars. En el 16,4% dels habitatges hi vivien persones soles el 7,5% de les quals corresponia a persones de 65 anys o més que vivien soles. El nombre mitjà de persones vivint en cada habitatge era de 2,83 i el nombre mitjà de persones que vivien en cada família era de 3,23.
Per edats la població es repartia de la següent manera: un 29% tenia menys de 18 anys, un 4,7% entre 18 i 24, un 32,1% entre 25 i 44, un 25,7% de 45 a 60 i un 8,5% 65 anys o més.
L'edat mediana era de 38 anys. Per cada 100 dones de 18 o més anys hi havia 97,4 homes.
La renda mediana per habitatge era de 80.738 $ i la renda mediana per família de 104.009 $. Els homes tenien una renda mediana de 65.814 $ mentre que les dones 37.171 $. La renda per capita de la població era de 30.176 $. Cap de les famílies i l'1% de la població estaven per davall del llindar de pobresa.

## Poblacions més properes
El següent diagrama mostra les poblacions més properes.